# Campionati europei di ginnastica artistica femminile 2014 - Volteggio

## Podio
| Oro                | Argento      | Bronzo          |
| Giulia Steingruber | Anna Pavlova | Larisa Iordache |

## Qualificazione
Il punteggio di qualificazione è la media di due salti effettuati in fase di qualificazione durante il concorso a squadre.
| Pos. | Ginnasta           | Nazione       | Punteggio |
| ---- | ------------------ | ------------- | --------- |
| 1    | Giulia Steingruber | Svizzera      | 14,674    |
| 2    | Anna Pavlova       | Azerbaigian   | 14,516    |
| 3    | Claudia Fragapane  | Gran Bretagna | 14,462    |
| 4    | Larisa Iordache    | Romania       | 14,450    |
| 5    | Janine Berger      | Germania      | 14,416    |
| 6    | Alla Sosnickaja    | Russia        | 14,333    |
| 7    | Noémi Makra        | Ungheria      | 13,983    |
| 8    | Kim Bui            | Germania      | 13,899    |

## Risultati
| Pos. | Ginnasta           | Naz.                   | Salto 1 | Salto 2 | Media  |
| ---- | ------------------ | ---------------------- | ------- | ------- | ------ |
| 1    | Giulia Steingruber | Svizzera (bandiera)    | 15,200  | 14,133  | 14,666 |
| 2    | Anna Pavlova       | Azerbaigian (bandiera) | 14,766  | 14,400  | 14,583 |
| 3    | Larisa Iordache    | Romania (bandiera)     | 14,866  | 14,200  | 14,533 |
| 4    | Alla Sosnickaja    | Russia (bandiera)      | 14,766  | 14,133  | 14,449 |
| 5    | Janine Berger      | Germania (bandiera)    | 14,766  | 13,966  | 14,033 |
| 6    | Claudia Fragapane  | Regno Unito (bandiera) | 14,433  | 14,233  | 14,333 |
| 7    | Kim Bui            | Germania (bandiera)    | 14,066  | 13,766  | 13,899 |
| 8    | Noémi Makra        | Ungheria (bandiera)    | 13,958  | 12,766  | 13,362 |